# Ermordung von Heinrich IV.
Die Ermordung von Heinrich IV. von Frankreich am 14. Mai 1610 in Paris war eines der folgenschwersten Attentate der französischen Geschichte. Der König, Begründer des Hauses Bourbon auf dem französischen Thron und als „guter König Heinrich“ bekannt, fiel einem Mordanschlag des fanatisch-katholischen Attentäters François Ravaillac zum Opfer. Das Attentat fand in einer politisch angespannten Zeit statt, geprägt von religiösen Konflikten zwischen Katholiken und Hugenotten sowie außenpolitischen Spannungen in Europa. Heinrichs Tod löste eine tiefe Krise im französischen Königreich aus und hatte weitreichende Auswirkungen auf die weitere Entwicklung Frankreichs und Europas.

## Hintergrund
Heinrich IV., ursprünglich ein Hugenotte und König von Navarra, hatte nach dem Tod von Heinrich III. 1589 den französischen Thron bestiegen. Inmitten der blutigen Hugenottenkriege, die Frankreich zwischen Katholiken und Protestanten zerrissen, stand Heinrich IV. vor der Herausforderung, ein tief gespaltenes Land zu vereinen. Um die katholische Mehrheit des Landes zu befrieden und die Krone zu sichern, trat er 1593 – angeblich mit den Worten „Paris ist eine Messe wert“ – zum Katholizismus über. Dieser Wechsel machte ihn für viele Protestanten zum Verräter; für radikale Katholiken blieb er ein ehemaliger Ketzer. Mit dem Edikt von Nantes im Jahr 1598 versuchte Heinrich IV., religiöse Toleranz zu etablieren, indem er den Hugenotten begrenzte Rechte gewährte. Obwohl es die Gewalt der Hugenottenkriege beendete, stieß das Edikt auf heftigen Widerstand von katholischen Hardlinern, die es als Bedrohung für die Vorherrschaft der katholischen Kirche ansahen. Gleichzeitig zog Heinrichs Politik, Frankreich wirtschaftlich zu stärken und die Macht des Königtums zu festigen, den Unmut verschiedener Adelsfraktionen auf sich. Diese sahen ihre Privilegien durch Heinrichs Reformen bedroht und standen ihm teils feindlich gegenüber.

## Francois Ravaillac

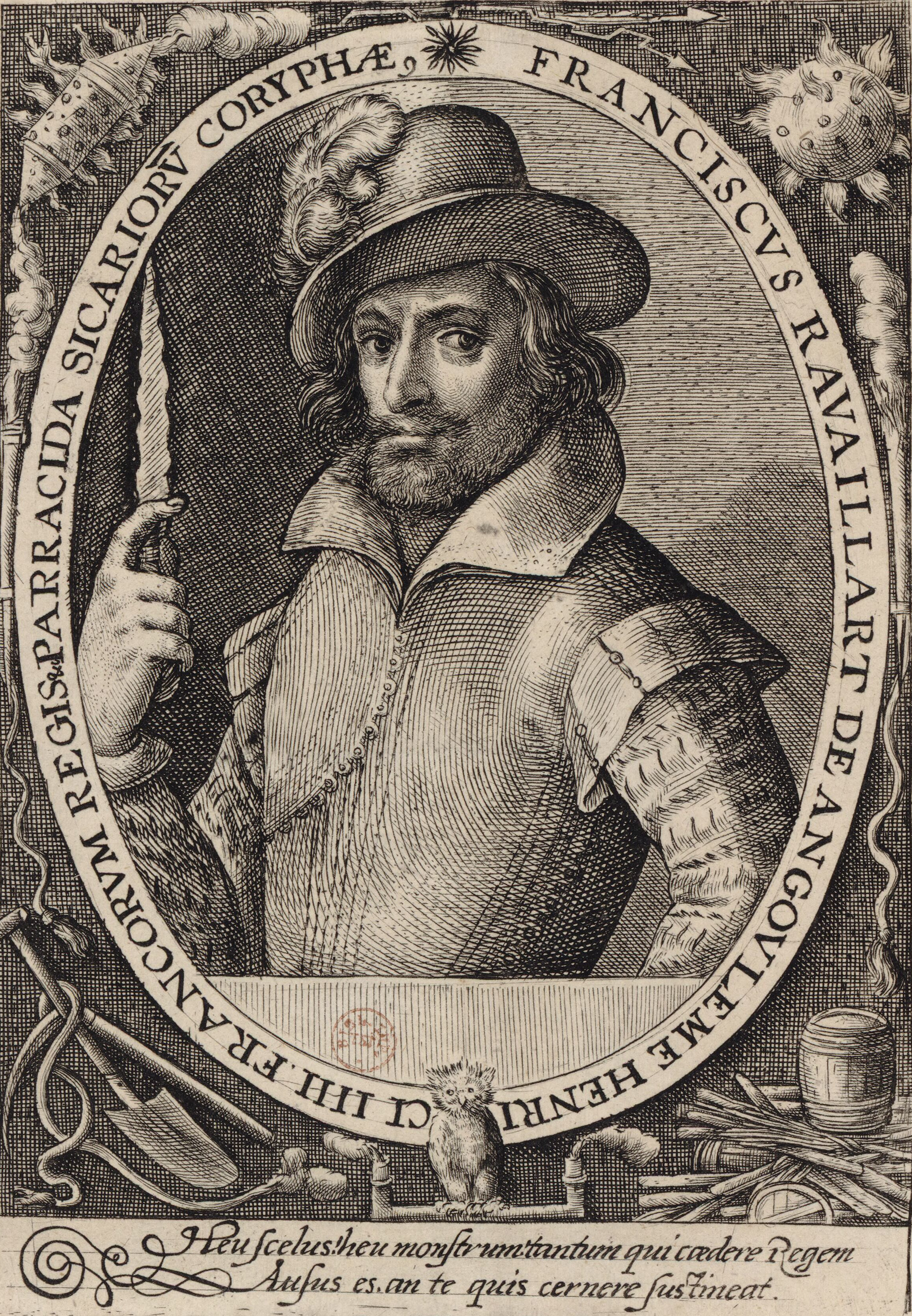
François Ravaillac

François Ravaillac wurde 1578 als Sohn einfacher Eltern in Angoulême geboren. Er arbeitete zunächst als kleiner Provinzanwalt. Aufgrund von Schulden wurde er von einigen seiner Gläubiger ins Gefängnis gesteckt. Während dieser Zeit kam es zu einer Selbstradikalisierung. Nach seiner Entlassung trat er dem Orden der Feuillanten bei, wurde jedoch aufgrund seiner Halluzinationen und seines exzentrischen Verhaltens wieder ausgeschlossen. Er versuchte, der Gesellschaft Jesu beizutreten, wurde jedoch erneut abgelehnt. Er kehrte zu seinem ursprünglichen Beruf als Anwalt zurück, konnte sich jedoch keinen angemessenen Lebensunterhalt sichern. Ravaillac wurde fälschlicherweise der Beteiligung an einem Mord beschuldigt, aber freigesprochen. Aufgrund der Schulden, die er für seine Verteidigung angehäuft hatte, wurde er erneut ins Gefängnis geworfen. Dort entwickelte er die wahnhafte Überzeugung, dazu bestimmt zu sein, als wichtigster Beschützer des Papstes zu dienen.

## Auftakt
Nach dem Tod des letzten Herzogs von Jülich-Kleve-Berg am 25. März 1609 entbrannte ein Streit um die Nachfolge, da es keine direkten Erben gab. Mehrere europäische Mächte, darunter die Habsburger, hatten großes Interesse an dieser Region, da sie strategisch wichtig war und eine Schlüsselrolle in der Kontrolle der Rheingebiete spielte. Heinrich IV. sah in dieser Krise eine Gelegenheit, die habsburgische Vormachtstellung in Europa zu schwächen und als Beschützer der protestantischen Fürsten im Heiligen Römischen Reich aufzutreten. Anfang Mai liefen die Vorbereitungen für den Feldzug bereits auf Hochtouren, und Heinrich hatte eine große Armee mobilisiert.
Bereits im Dezember 1609 hatte Ravaillac vergeblich versucht, mit Heinrich IV. zu sprechen, während dieser durch Paris fuhr. Später in Angoulême hörte Ravaillac Gerüchte, dass der König plane, die Protestanten in Deutschland gegen den Papst zu unterstützen. Es hieß, der päpstliche Gesandte habe mit Exkommunikation gedroht, worauf Heinrich angeblich erwiderte, dass seine Vorgänger die Päpste auf ihre Throne gesetzt hätten und er sie absetzen könne, falls er exkommuniziert würde. Diese Gerüchte führten zu weiterer psychischer Instabilität und ließen Ravaillac glauben, dass es ein Sakrileg sei, sich gegen den Papst zu stellen. Als er im April 1610 nach Paris zurückkehrte, sprach er mit den Truppen des Königs, die ihre Bereitschaft äußerten, gegen den Papst zu kämpfen – etwas, das er als unerträglich empfand. Überzeugt davon, dass der Papst Gott  und Gott der Papst sei, entschied Ravaillac, den König zu ermorden. Kurz nach seiner Rückkehr nach Paris nahm er ein Messer aus einem Gasthaus und hielt es drei Wochen lang in seiner Tasche versteckt, während er auf den richtigen Moment wartete, um seine vermeintlich göttliche Mission zu erfüllen. Trotz seiner Absichten konnte er sich nicht dazu überwinden und beschloss erneut, nach Angoulême zurückzukehren. Auf seinem Weg dorthin passierte er ein Kruzifix in der Nähe von Étampes. Der Anblick von Christus am Kreuz, gekrönt mit Dornen, traf ihn tief, als würde es ihn für seinen Mangel an Mut und Treue tadeln. Überwältigt von diesem Eindruck kehrte er sofort um und kam kurz vor der für den 13. Mai geplanten Krönung der Königin wieder in Paris an.

## Die Ermordung
Am 14. Mai gegen zwei oder drei Uhr nachmittags ließ der König seine Kutsche holen, da er beabsichtigte, das Quartier de l’Arsenal zu besuchen und sich mit dem Herzog von Sully, seinem Finanzminister, zu treffen. Er verließ den Louvre in Begleitung des Herzogs von Montbazon, des Herzogs von Épernon, der Marschälle Lavardin, Roquelaure und La Force sowie des Marquis von Mirebeau und seines Oberstallmeisters Liancourt. Es gab eine kurze Diskussion zwischen dem König und Nicolas de L’Hôpital, dem Hauptmann der Garde, darüber, ob der König von seinen Wachen begleitet werden wolle, was der König jedoch ablehnte. Er entschied sich stattdessen dafür, nur mit einer kleinen Gruppe von Adligen zu reisen – einige fuhren in der Kutsche mit, andere ritten zu Pferd und einige wenige gingen zu Fuß.

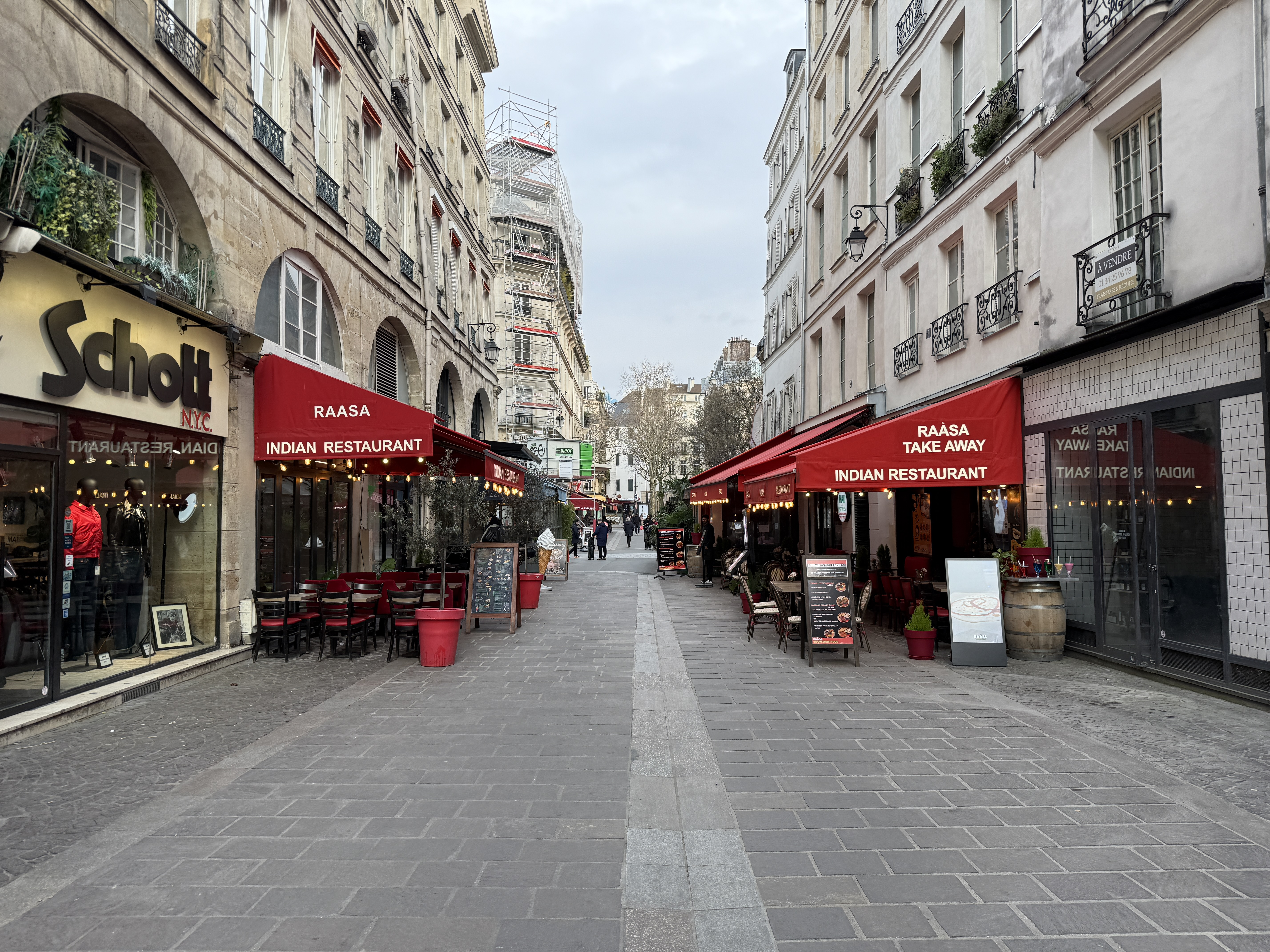
Die Rue de la Feronnerie heute

Da es ein angenehmer Tag war, beschloss der König, die Ledervorhänge der Kutsche zurückzuziehen, um das Wetter zu genießen. Er saß auf der linken Seite der Kutsche, Épernon zu seiner Rechten, während Montbazon und Lavardin ihnen gegenüber saßen. Ihre Route führte sie entlang der Croix-du-Tiroir, dann auf die Rue Saint-Honoré, bevor sie in die Rue de la Ferronnerie abbogen, eine Straße, die an den großen Friedhof Saint-Innocent grenzt. Die Rue de la Ferronnerie war eng und belebt, und bald musste die Kutsche aufgrund einer Verkehrsbehinderung anhalten, die durch einen Weinkarren und einen Heuwagen verursacht wurde, die den Weg versperrten. Ravaillac hatte seit dem frühen Morgen an den Toren des Louvre Stellung bezogen und war der Kutsche mit dem König bis hierhin gefolgt.

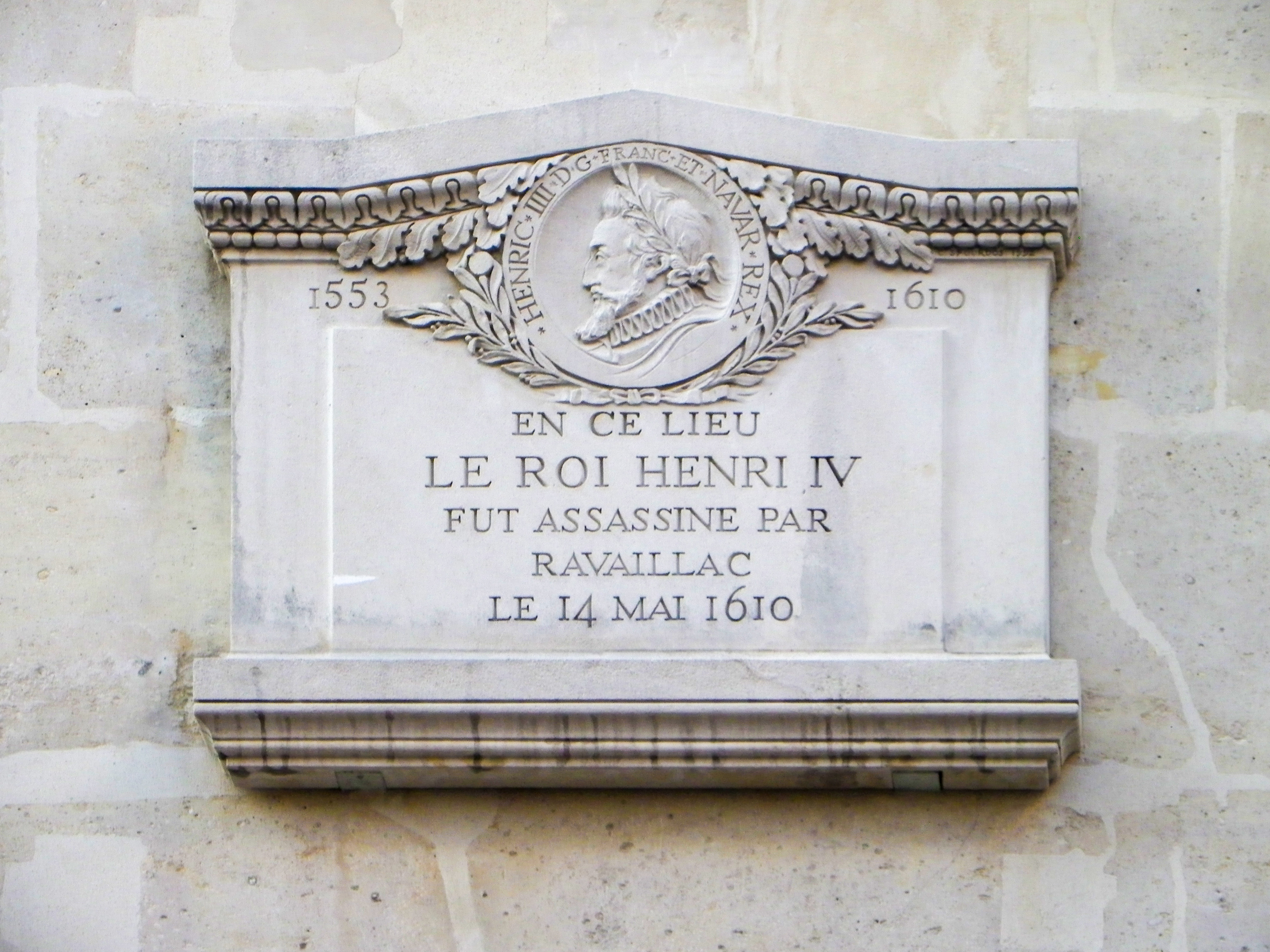
Gedenktafel zum Mord an Heinrich IV. durch Ravaillac in der Rue de la Ferronnerie

Die königliche Kutsche hielt gegenüber der Kanzlei eines Notars namens Pontrain. Zu diesem Zeitpunkt nahmen die meisten der die Kutsche begleitenden Diener eine Abkürzung durch den Friedhof Saint-Innocent, um sich am Ende der Straße mit der Kutsche zu treffen. Von den beiden verbleibenden Dienern ging einer voraus, in Richtung des Heuwagens, während der andere innehielt, um sein Strumpfband zu binden. Im Inneren der Kutsche hörten der König und die Adligen dem Herzog von Épernon zu, der einen Brief vorlas, den ihm der König überreicht hatte. Heinrich, der seine Brille vergessen hatte, verließ sich auf Épernon, um das zu lesen, was wahrscheinlich ein Memorandum des Grafen von Soissons war, eines unzufriedenen Adligen, der kürzlich den Königshof verlassen hatte.
Als der Kutscher versuchte, zwei im Weg stehende Karren zu umfahren, schwenkte er scharf nach links. Durch dieses Manöver kippte das Fahrzeug, wobei das rechte Rad in der Rinne in der Mitte der Straße versank und das linke Rad sich hob. In diesem Moment sprang plötzlich Ravaillac auf das Rad und stieß dem König ein Messer in die Brust. Heinrich schrie vor Schmerz auf. Ravaillac stach erneut zu, und der König verstummte, tödlich verwundet. Ein dritter Stich wurde ausgeführt, ging jedoch daneben und streifte den Ärmel des Herzogs von Montbazon. Der Angriff erfolgte so schnell, dass keiner der Adligen in der Kutsche den Angreifer klar erkennen konnte. Ravaillac blieb nach der Tat regungslos am Tatort stehen und ließ sich widerstandslos festnehmen. Unterdessen bemerkte Épernon, dass Blut aus dem Mund des Königs floss, und bedeckte ihn mit einem Umhang. Um die aufgeregten Zuschauer zu beruhigen, versicherte er ihnen, dass der König nicht schwer verletzt sei. Die Kutsche eilte anschließend direkt zum Louvre. Als sie dort ankamen, war der König jedoch bereits tot.

## Hinrichtung

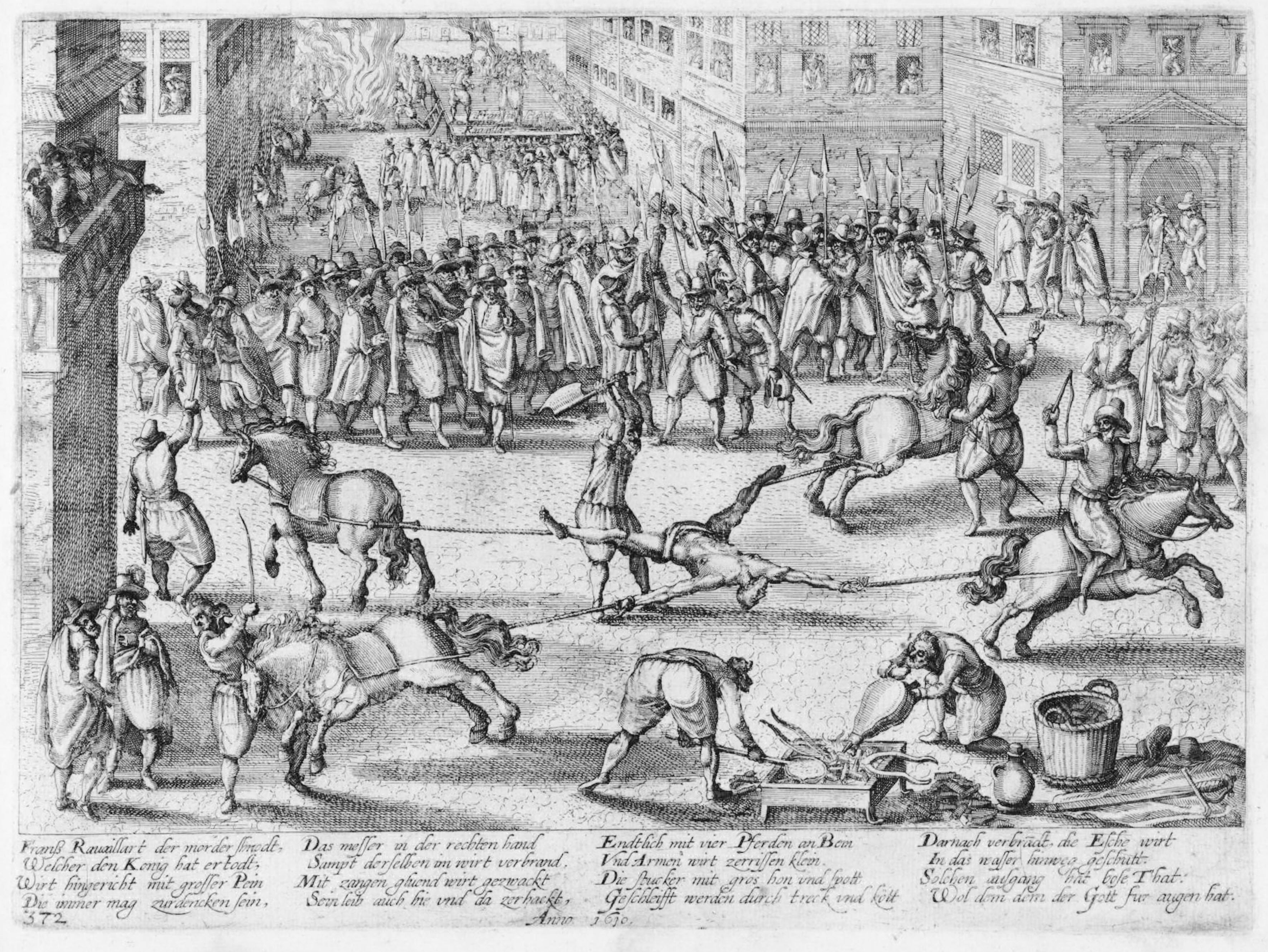
Die Hinrichtung von François Ravaillac

Nach der Ermordung von König Heinrich IV. hielt es das Pariser Parlament für notwendig, den Mörder Ravaillac öffentlich zur Schau zu stellen. Ravaillac wurde am 25. Mai gefoltert und aufgefordert, die Wahrheit zu sagen. Am 27. Mai erklärte das Pariser Parlament Ravaillac wegen Hochverrats an Gott und den Menschen, insbesondere wegen des Königsmordes, für schuldig. Er musste seine Tat öffentlich vor dem Hauptportal von Notre-Dame bekennen, wohin er in einem Karren gebracht wurde. Ravaillac sollte gestehen, dass er den Mord begangen und seinen Herrscher mit zwei Messerstichen getötet hatte, und um Vergebung von Gott, dem König und dem Gesetz bitten.
Ravaillac wurde für sein Verbrechen zu einer grausamen Strafe verurteilt, die Folter, das Vierteilen durch Pferde, das Verbrennen seines Körpers und das Verstreuen seiner Asche beinhaltete. Sein Eigentum wurde konfisziert, sein Geburtshaus abgerissen und ein Wiederaufbau verboten. Auch seine Familie wurde hart bestraft: Seine Eltern wurden des Landes verwiesen und mit der Todesstrafe bedroht, falls sie zurückkehrten; seinen Verwandten wurde verboten, den Namen Ravaillac zu tragen. Das Gericht wollte seine gesamte Familie für seine Taten verantwortlich machen. Nach der Urteilsverkündung wurde Ravaillac erneut gefoltert, um die Namen möglicher Komplizen zu erfahren. Er beharrte jedoch darauf, allein gehandelt zu haben.
Ravaillac wurde, gefesselt an Händen und Füßen, in eine Kapelle gebracht, wo er vor zwei Gelehrten der Sorbonne gestand, dass niemand ihn beeinflusst oder unterstützt habe. Diese Aussage blieb auch in Anwesenheit des Kanzleischreibers des Parlaments unverändert. Um 15.00 Uhr wurde er aus der Kapelle zu den Gefängnistoren geführt, wo andere Gefangene und Schaulustige ihn verhöhnten. Die lauten Schreie übertönten die öffentliche Verlesung seines Todesurteils.
Bevor Ravaillac das Schafott bestieg, wurde er aufgefordert, die ganze Wahrheit zu gestehen, aber er wiederholte, dass er nichts mehr zu sagen habe. Dann bat er den König, die Königin „und alle anderen“ um Vergebung. Auf dem Schafott wurde er grausam gefoltert: Sein Arm, mit dem er den Mord begangen hatte, wurde in brennenden Schwefel getaucht, sein Fleisch mit glühenden Zangen herausgerissen, und in die Wunden wurden geschmolzenes Blei, kochendes Öl, Harz, Wachs und Schwefel gegossen. Ravaillac bat darum, das Salve Regina, ein Gebet zur Jungfrau Maria, zu rezitieren, doch die Menge brüllte, dass er es nicht verdiene, da seine Seele verdammt sei. Der Kanzleischreiber drängte Ravaillac mehrfach, Komplizen zu benennen, doch er beteuerte, allein gehandelt zu haben.
Die erste Phase seiner Folter dauerte ein bis zwei Stunden und wurde bewusst in die Länge gezogen. In der zweiten Phase wurden seine Arme und Beine an vier Pferde gebunden, die in entgegengesetzte Richtungen zogen. Die wütende Menge zog an den Seilen, um die Pferde zu unterstützen. Als eines der Pferde ermüdete, ersetzte ein Zuschauer es durch sein eigenes, das mit einem kräftigen Ruck Ravaillacs Oberschenkelknochen brach. Nach eineinhalb Stunden dieser qualvollen Tortur starb Ravaillac schließlich.
Sein Körper wurde anschließend in Stücke gerissen. Die aufgebrachte Menge stürzte sich mit Schwertern, Messern, Stöcken und allem, was zur Hand war, auf die Überreste, schlug, hackte und schleifte sie durch die Straßen. Einige verbrannten die Körperteile, verstreuten die Asche oder traten sie mit Füßen.

## Nachwirkungen

### Verschwörungstheorien
Nach der Hinrichtung Ravaillacs wurden Gerüchte laut, die Ermordung Heinrichs IV. sei das Ergebnis einer Verschwörung gewesen. Es gab eine Vielzahl von Menschen, die den König loswerden wollten und bereit waren, dafür alle erforderlichen Maßnahmen zu ergreifen. Darüber hinaus gab es eine noch größere Anzahl von Menschen, die sich über seinen Tod gefreut hätten, auch wenn sie nicht bereit waren, sich aktiv daran zu beteiligen. Zu den Ersteren gehörten Henriette d’Entragues und ihr Vater, der Herzog von Auvergne und der Herzog von Bouillon, der Herzog von Épernon und seine Geliebte Madame du Tillet, Concini, den Marie de Medici vor ihrer Heirat mit dem König aus Italien mitgebracht hatte, und die Jesuiten. Hierbei wurde insbesondere Épernon als Hauptverdächtiger ausgemacht. Er kannte Ravaillac bereits seit geraumer Zeit und seine Antipathie gegenüber Heinrich war weithin bekannt. Hätte er nach einem Attentäter für den König gesucht, hätte er mit hoher Wahrscheinlichkeit in Ravaillac einen geeigneten Mann gefunden, zumal Ravaillac keinen Hehl aus seinen Absichten gemacht hatte.
So stellten einige Augenzeugen des Mordes fest, dass Épernon nach dem ersten Angriff keinen Versuch unternommen hatte, den König vor weiterer Gewalt zu schützen, obwohl er dies ohne Weiteres hätte tun können. Außerdem gelang es Épernon, Ravaillac, während dieser sich noch im Hôtel de Retz befand, in sein eigenes Haus zu bringen, wo er den ganzen Tag blieb. Niemand weiß, was während dieser Zeit hinter verschlossenen Türen vor sich ging, aber viele Menschen waren der Meinung, dass Ravaillac, wäre er im Retz geblieben, möglicherweise gezwungen oder überredet worden wäre, die Wahrheit zu sagen. Schließlich hätte dies für sein endgültiges Schicksal keinen Unterschied gemacht, da er ohnehin hingerichtet werden würde. Das mag reine Spekulation gewesen sein, aber es gab einige Indizien, die dafür sprachen, wenn auch nur indirekte. Schließlich drohte Épernon, einen der mit der Untersuchung des Verbrechens beauftragten Richter zu erstechen, wenn dieser nicht versprach, die Rolle, die Épernon oder die Königin in dieser Angelegenheit gespielt hatten, nicht zu untersuchen. Selbst die Königin stand unter Verdacht. Im Gegensatz zu Épernon wurde sie nicht beschuldigt, direkt an einer Verschwörung beteiligt gewesen zu sein, sondern vielmehr davon gewusst und die Augen davor verschlossen zu haben. In den letzten Jahren ihrer Ehe hatte sie Angst vor ihrem Mann, da er gedroht hatte, sie nach Italien zurückzuschicken, und sie dachte sogar, er könnte sie umbringen.
Obwohl es keine konkreten Beweise dafür gab, dass Bouillon oder Auvergne an einem Komplott zur Ermordung des Königs beteiligt waren, waren beide an den Verschwörungen von Biron und Entragues beteiligt gewesen. Sie hätten möglicherweise einen weiteren Mordversuch unternommen, wenn sie sich des Erfolgs sicher gewesen wären. Darüber hinaus gab es einen weiteren Aspekt des Falls, der viele Menschen zu der Annahme veranlasste, dass es möglicherweise eine weitere Verschwörung gegeben hatte, deren Ziel es war, eine gründliche Untersuchung des Mordes zu verhindern. Die gesamte Nation wäre in Chaos gestürzt worden, wenn sich herausgestellt hätte, dass die Jesuiten, die ehemaligen Anführer der Liga oder eine der Gruppen, die zuvor gegen den Monarchen konspiriert hatten, wie Auvergne, Entragues oder Bouillon, dafür verantwortlich waren. Die Ermordung des Königs hätte auch Concini, Maria de Medicis rechter Hand, Vorteile gebracht, da er einen erheblichen Einfluss auf sie hatte, nachdem sie Regentin geworden war. Nach Heinrichs Tod gewährte die Königin ihm eine großzügige Zuwendung und ernannte Concini zum Marquis d'Ancre und Gouverneur von Peronne, Roye und Montdidier.
Im Jahr 2009 stellte der französische Historiker Jean-Christian Petitfils die Hypothese auf, dass die Ermordung Heinrichs IV. von Albrecht VII., dem Herrscher der Spanischen Niederlande, inszeniert worden sei. Nachdem die spanischen Monarchen davon erfahren hatten, versuchten sie, die Tatsachen zu verschleiern, aus Sorge, dass sie mit seinen angeblich selbst initiierten Handlungen in Verbindung gebracht werden könnten. Die These, dass der Herzog von Épernon gegen den König konspiriert habe, lehnt Petitfils ab, da dessen Handlungen kurz nach der Ermordung des Königs dieser Ansicht widersprechen würden. Tatsächlich schützte er Ravaillac davor, von den Wachen und der Bevölkerung getötet zu werden, eine Entscheidung, die die mögliche Entlarvung von Komplizen verhindert hätte.
Stattdessen konzentrierte er sich auf die Liebesaffäre zwischen Heinrich IV. und Charlotte-Marguerite de Montmorency, die seit 1609 bekannt war. Der König von Frankreich verliebte sich während einer Probe für eine Aufführung in die 15-Jährige und überzeugte seinen Neffen Heinrich II. von Bourbon-Condé, sie zu heiraten. Henri de Condé fühlte sich jedoch in seiner Ehre verletzt, floh mit seiner Frau und suchte Zuflucht bei Albrecht von Österreich in Brüssel. Heinrich IV. forderte die Rückkehr seines Neffen und seiner Frau, und im Rahmen des Erbfolgekrieges wurde eine Militärexpedition vorbereitet. Albrecht von Österreich, empört über das Verhalten Heinrichs IV., schickte ein Team von Attentätern nach Paris, um die Herrschaft des Königs von Frankreich zu beenden.

### Politische Folgen
Unmittelbar führte der Tod Heinrichs IV. zu einem Machtvakuum. Sein Sohn und Nachfolger Ludwig XIII. war zu diesem Zeitpunkt erst neun Jahre alt, sodass eine Regentschaft unter der Führung seiner Mutter Maria de’ Medici eingerichtet wurde. Dies schwächte die zentrale königliche Autorität und führte zu einer Destabilisierung der politischen Verhältnisse in Frankreich. Maria de’ Medici, die einen stark pro-katholischen Kurs verfolgte, konnte nicht die gleiche Integrationskraft wie Heinrich IV. entfalten, der mit dem Edikt von Nantes 1598 den Religionsfrieden zwischen Katholiken und Protestanten geschaffen hatte. Die Spannungen zwischen den Religionsgruppen nahmen nach seinem Tod wieder zu, da die Hugenotten zunehmend ihre Rechte bedroht sahen.
Mittelbar hatte die Ermordung Heinrichs IV. langfristige Auswirkungen auf die französische Innen- und Außenpolitik. Sein Tod bedeutete das Ende der von ihm angestrebten Reformen und seines Versuchs, die Macht des Königtums zu stärken, ohne dabei die Rechte der Stände vollständig zu untergraben. Unter Maria de’ Medici und später Ludwig XIII. kam es stattdessen zu einer zunehmenden Machtkonzentration der Krone, die unter Kardinal Richelieu verstärkt wurde. Dies trieb die Entwicklung des Absolutismus in Frankreich voran, die unter Ludwig XIV. ihren Höhepunkt erreichen sollte. Außenpolitisch führte Heinrichs Tod dazu, dass Frankreich vorerst eine weniger aktive Rolle in der europäischen Politik spielte. Heinrich hatte Pläne für eine große europäische Allianz geschmiedet, um die Hegemonie der Habsburger in Europa zu brechen. Diese Pläne wurden nach seinem Tod aufgegeben, was den habsburgischen Mächten zunächst mehr Spielraum verschaffte.

## Bibliographie
- Roland Mousnier: The assassination of Henry IV; the tyrannicide problem and the consolidation of the French absolute monarchy in the early seventeenth century. Faber and Faber, London 1973, ISBN 0-571-09350-7.
- John Edward Bloundelle-Burton: The fate of Henry of Navarre; a true account of how he was slain, with a description of the Paris of the time and some of the leading personages. Nabu Press, 2011, ISBN 978-1-178-63748-9.
- Frederick Gersal: Les Grandes Enigmes de l'Histoire. Editions France Loisirs, Paris 2006, ISBN 978-2-298-00385-7.
- David Buisseret: Henry IV. G. Allen & Unwin, London 1984, ISBN 0-04-445635-2.
- Edward Russell, 2. Baron Russell of Liverpool: Henry of Navarre: Henry IV of France. Hale, London 1969, OCLC 1413385863.
- Alan James: The origins of French absolutism, 1598-1661. Pearson Longman, New York 2000, ISBN 0-582-36900-2.
- R.Mousnier: French Institutions and Society 1610-61. In: The New Cambridge Modern History (= The Decline of Spain and the Thirty Years War 1609-48/59. Band IV). Cambridge University Press, London 1971, ISBN 0-521-07618-8.